# Thouars-sur-Garonne
Thouars-sur-Garonne är en kommun i departementet Lot-et-Garonne i regionen Nouvelle-Aquitaine i sydvästra Frankrike. Kommunen ligger i kantonen Lavardac som tillhör arrondissementet Nérac. År 2022 hade Thouars-sur-Garonne 225 invånare.

## Befolkningsutveckling
Antalet invånare i kommunen Thouars-sur-Garonne
| Referens: INSEE |